# Alicia Tate
Alicia Ester Tate Rubio (Paraná, 3 de febrero de 1946) es una política, notaria, abogada y mediadora argentina de la Unión Cívica Radical, que se desempeñó como diputada de la Provincia de Santa Fe entre 1999 y 2003, diputada nacional por la provincia de Santa Fe en el período 2003/2007 y legisladora nacional representantes de Argentina ante el Parlamento del Mercosur entre 2005 y 2007. Fue candidata a gobernadora de Santa Fe en 2007. En diciembre de 2023 asumió como Secretaria de Mujeres, Género y Diversidad de la provincia de Santa Fe.

## Biografía
Nacida en Paraná (provincia de Entre Ríos) en 1946, egresó como abogada de la Universidad Nacional del Litoral. Se afilió a los veinte años a la Unión Cívica Radical (UCR), partido del que llegó a ocupar diversos cargos partidarios, siendo convencional nacional y delegada al Comité Nacional. Fue elegida diputada provincial en 1999 por la Alianza Santafesina, vicepresidenta del bloque radical en la Alianza Santafesina, con mandato hasta 2003. Autora de la ley de Deudores Alimentarios Morosos y Coautora de la Ley de Salud Sexual y Paternidad Responsable.
En la legislatura provincial, fue responsable de la autoría del proyecto de ley de paridad de género, aprobado en 2003.
En las elecciones legislativas de 2003, fue elegida diputada nacional por la provincia de Santa Fe, con mandato hasta 2007, integrando el bloque de la UCR siendo Secretaria General de dicho bloque entre 2005 y 2007. Fue secretaria de la comisión de Derechos Humanos y Garantías e integró como vocal las comisiones de Acción Social y Salud Pública; de Asuntos Constitucionales; de Finanzas; de Legislación General; de Libertad de Expresión; y de Peticiones, Poderes y Reglamentos.
En las elecciones provinciales de 2007, fue candidata a gobernadora de Santa Fe por la UCR. Acompañada por Juan Carlos Millet, como candidato a vicegobernador, la fórmula obtuvo el tercer lugar con el 2,25 % de los votos, triunfando la lista del Frente Progresista, Cívico y Social (Hermes Binner-Griselda Tessio).
Está casada con el también político radical Luis «Changui» Cáceres, dos veces Diputado Nacional y candidato a gobernador radical en 1987, y Convencional Constituyente en 1994.
A los 77 años, ocupa por primera vez un rol en el Poder Ejecutivo como Secretaria de Mujeres, Género y Diversidad de la Provincia de Santa Fe.